# Дэн Шуцюнь
Дэн Шуцю́нь (кит. трад. 鄧述諄, упр. 邓叔群, пиньинь Dèng Shūqún, англ. Teng Shu-chün; 1902—1970) — китайский миколог.

## Биография
Дэн Шуцюнь родился 12 декабря 1902 года в уезде Миньсянь провинции Фуцзянь. В 1923 году поступил в Корнеллский университет в Нью-Йорке. В 1928 году окончил его со степенью бакалавра и стал преподавать в Линнаньском университете. С 1933 года Дэн Шуцюнь преподавал в Нанкинском университете. Дэн Шуцюнь принимал участие в создании нескольких лесохозяйственных станций по берегам реки Хуанхэ для защиты их от разрушения. В 1940-х годах Дэн Шуцюнь работал в Ботаническом институте Китайской академии (Academia sinica), в 1948 году стал членом Академии. В 1955 году Дэн Шуцюнь стал членом Китайской академии наук. Он был директором микологического отделения Микробиологического института. Дэн Шуцюнь стал жертвой культурной революции, подвергся тюремному заключению и пыткам. Также во время культурной революции была конфискована и уничтожена рукопись Дэн Шуцюня, содержавшая около 600 цветных рисунков грибов. Дэн Шуцюнь умер 1 мая 1970 года. В 1978 году Дэн Шуцюнь был реабилитирован.

## Некоторые научные публикации
- Teng, S.C. (1947). Additions to the Myxomycetes and the Carpomycetes of China. Botanical Bulletin of Academia Sinica 1: 25-44.
- Teng, S.C. (1963). Chung-kuo Ti Chen-chun. 1-808. China, Peiping; Science Press.
- Teng, S.C. (1996). Fungi of China. 586 pp. USA, New York, Ithaca; Mycotaxon Ltd.

## Грибы, названные в честь Дэн Шуцюня
- Tengiomyces Réblová, 1999
- Entoloma tengii W.M.Zhang & T.H.Li, 2002
- Lachnum tengii W.Y.Zhuang, 2002
- Lambertella tengii W.Y.Zhuang, 2002
- Melchioria tengii E.Müll., 1962
- Sinoboletus tengii M.Zang & Yan Liu, 2002
- Sporidesmium tengii W.P.Wu, 2005
- Syncephalis tengi S.H.Ou, 1940
- Xerocomus tengii M.Zang, J.T.Lin & N.L.Huang, 2002